# Lars Jacob von Röök

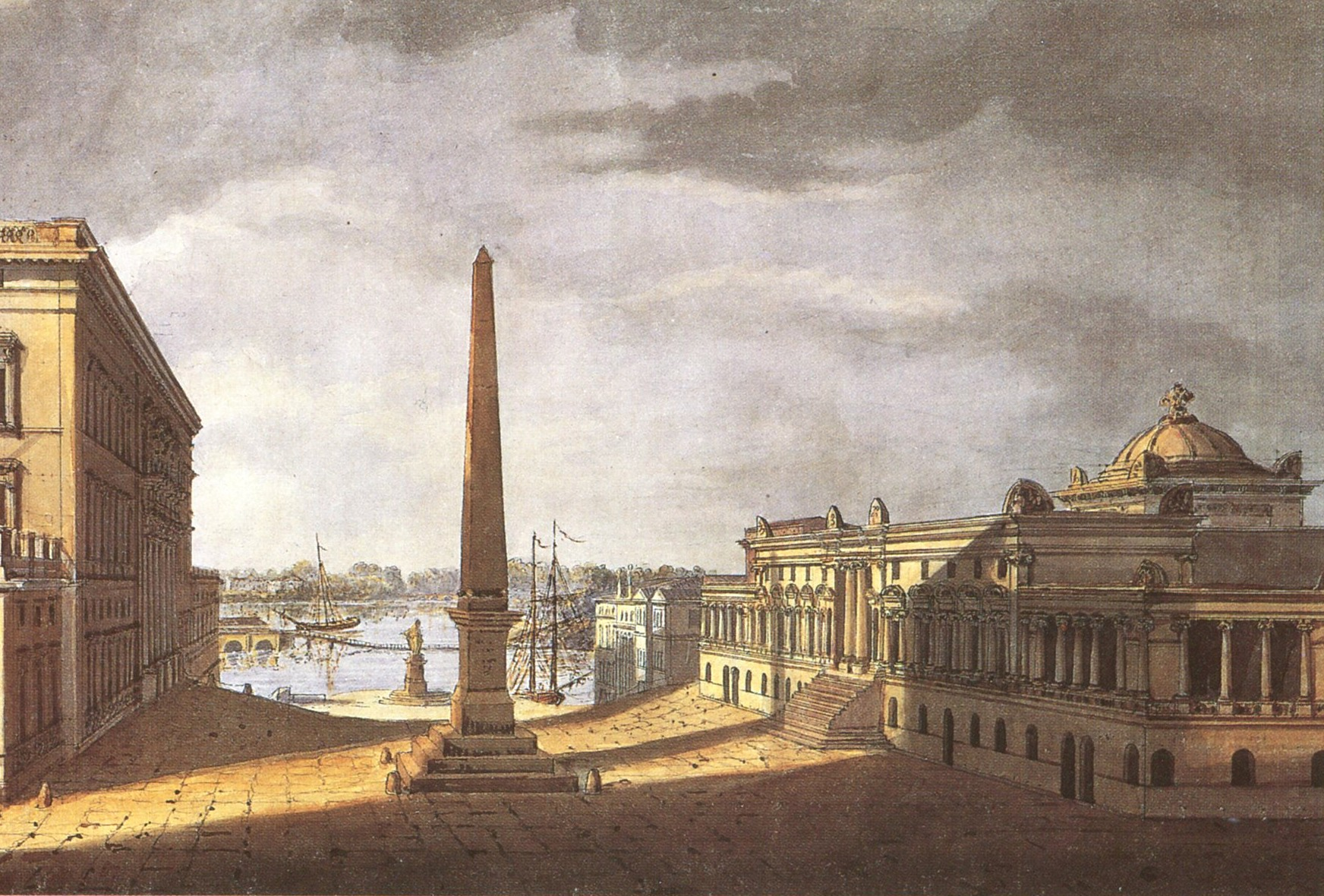
Nationalmuseum Slottsbacken

Lars Jacob von Röök, född 14 oktober 1778 i Stralsund, död 6 februari 1867 i Stockholm var en svensk konstnär och arkitekt.

## Biografi
Fadern, Carl Fredrik von Röök, var chef för den Stralsundska fortifikationsbrigaden. Han önskade sin son samma militära bana som den egna. Han utbildades därför som konduktör vid fortifikationen och han tog 1795 officersexamen där.
Efter flera resor i kungens tjänst till utländska beskickningar, började han intressera sig för konst, och gjorde studieresor till bland annat Spanien, Portugal och Italien, i synnerhet Rom. Han tog 1809 avsked från den militära karriären. År 1823 återvände han till Rom och målade och skulpterade där för Johan Niclas Byström. Året därpå gavs hans konstnärliga intryck ut i boken Anteckningar under en resa på Sicilien.
År 1830 utnämndes von Röök till kamrer för Konglig Museum (senare Nationalmuseum) i Stockholm,  där han inrättade dess konstsamlingar efter utländskt mönster. Hans mycket detaljrika och noggranna skisser över hängning av tavlor och gestaltning av det Egyptiska rummet samt planer till ”Porcelainsrummet” på Stockholms slott finns bevarade på Nationalmuseum. Han utsågs 1837 till hovintendent och 1839 blev han ledamot i konstakademin.
I samband med den planerade nybyggnaden för Konglig Museum på 1840-talet presenterade han även några egna förslag, bland annat på Helgeandsholmen och Slottsbacken. Hans vackra förslag kom dock aldrig i närmare diskussion. År 1850 tog han avsked från museets kamrersbefattning, men var fortfarande intendent för Oscar I:s enskilda konstsamling. Han anlitades av kungen för diverse utsmyckningsarbeten på Haga slott.
Röök var även verksam som arkitekt. Bland hans arbeten finns lusthuset Lugnet i Finspångs slottspark och Kåreholms herrgård i Norrköping. Röök finns representerad vid bland annat Nationalmuseum i Stockholm och vid Norrköpings konstmuseum.

## Verk i urval

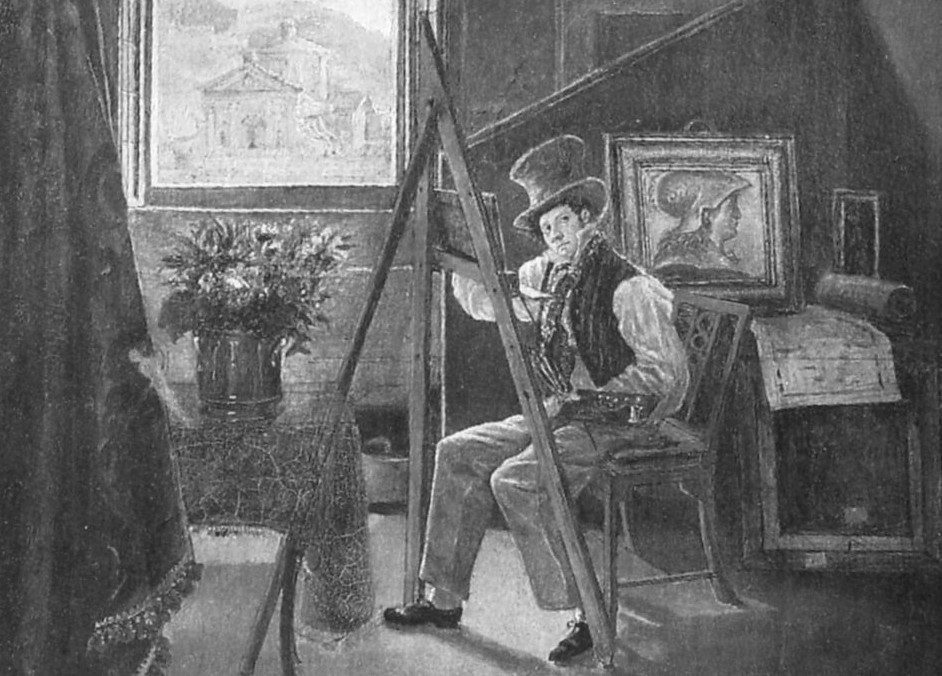
Självporträtt, ateljén i Rom.
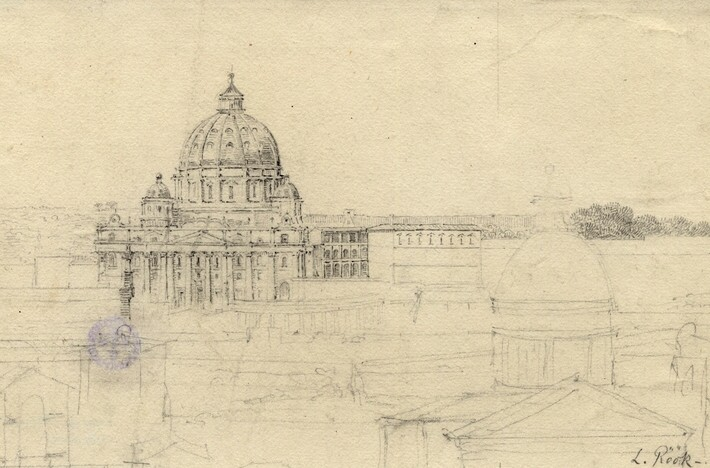
Sankt Peterskyrkan i Rom.
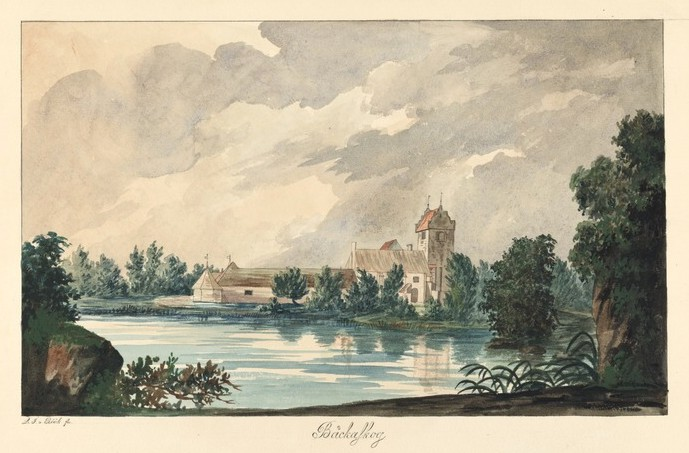
Bäckaskog 1830.
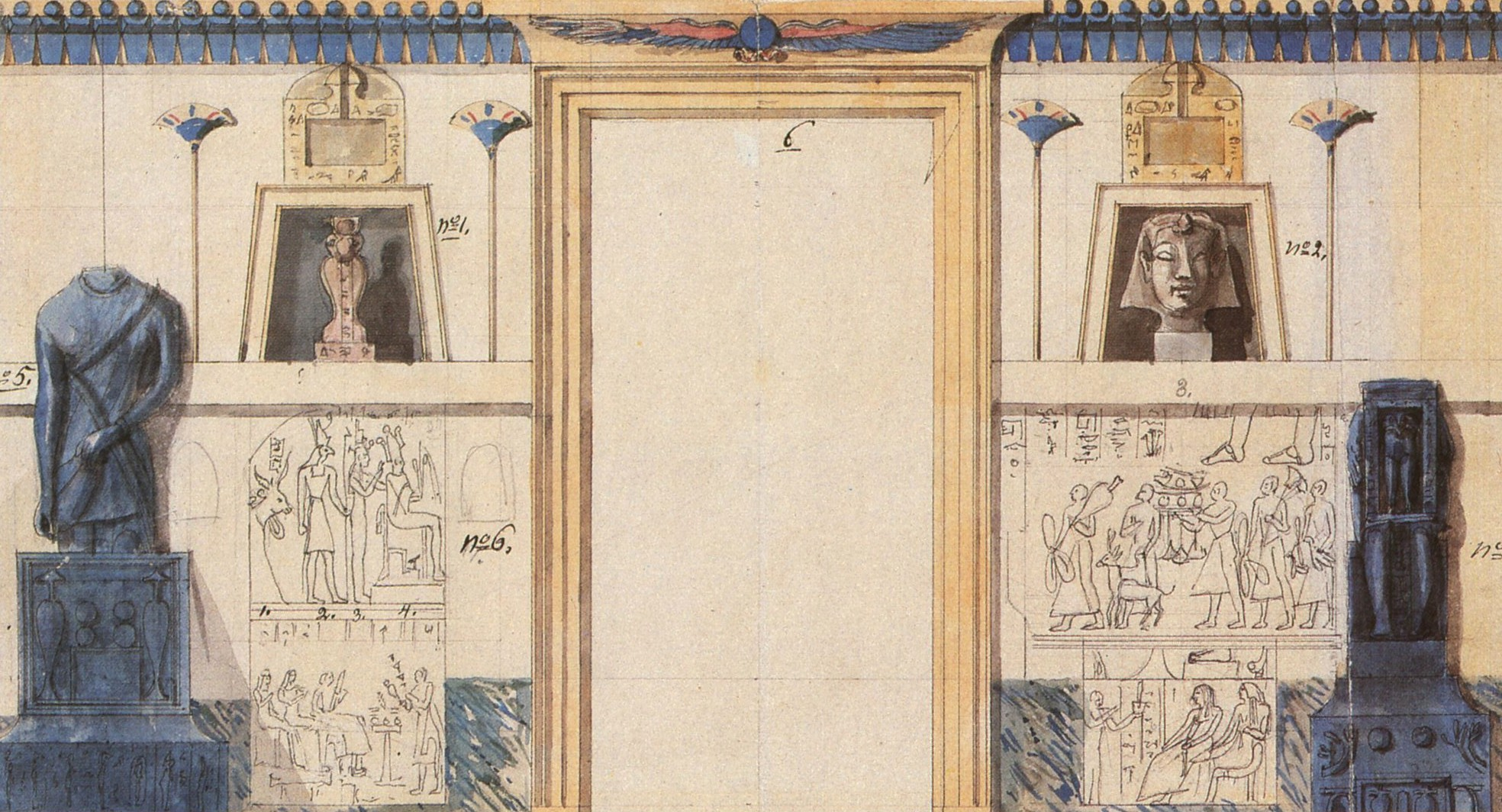
Gestaltning av det Egyptiska rummet.
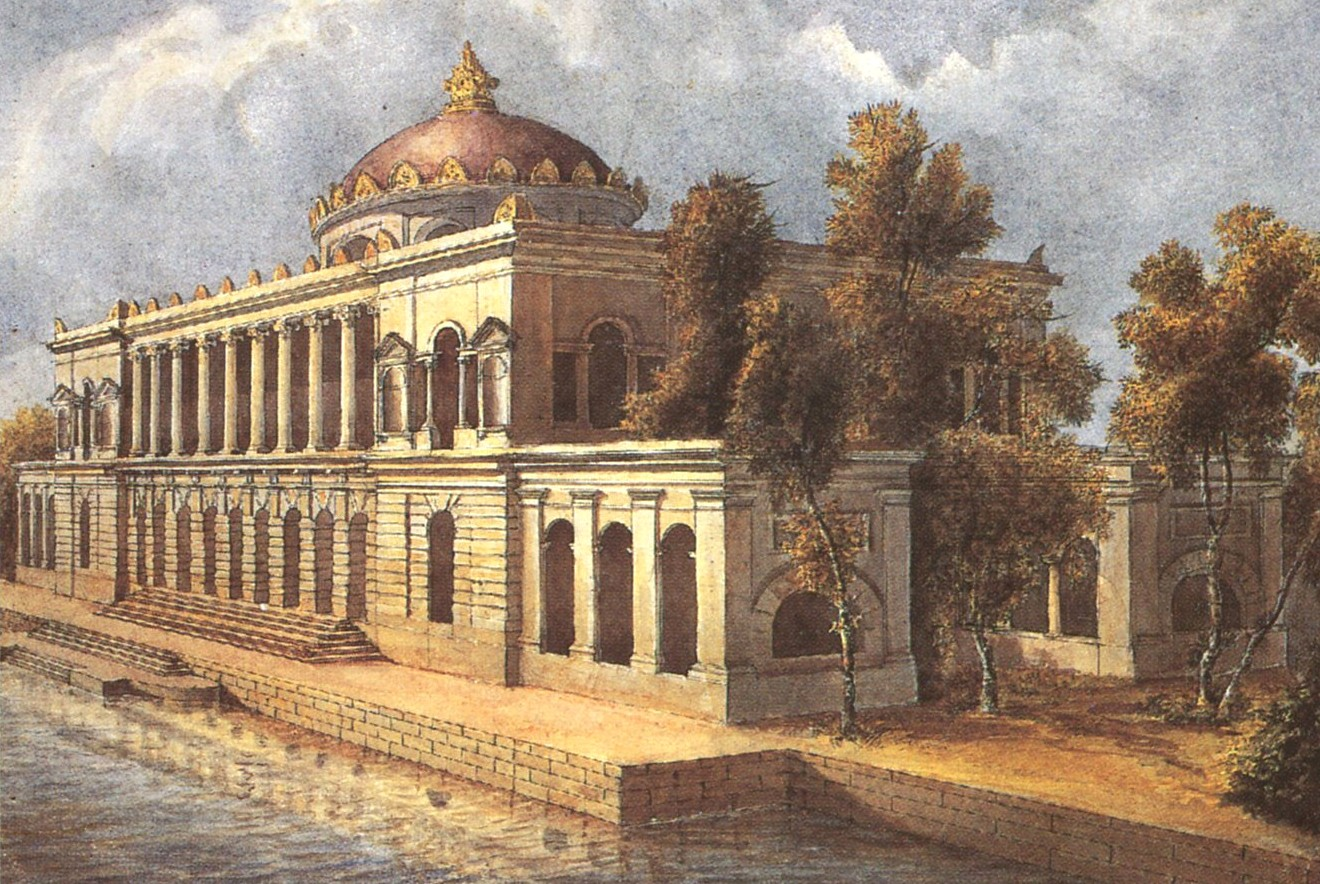
Förslag till Nationalmuseum på Helgeandsholmen.
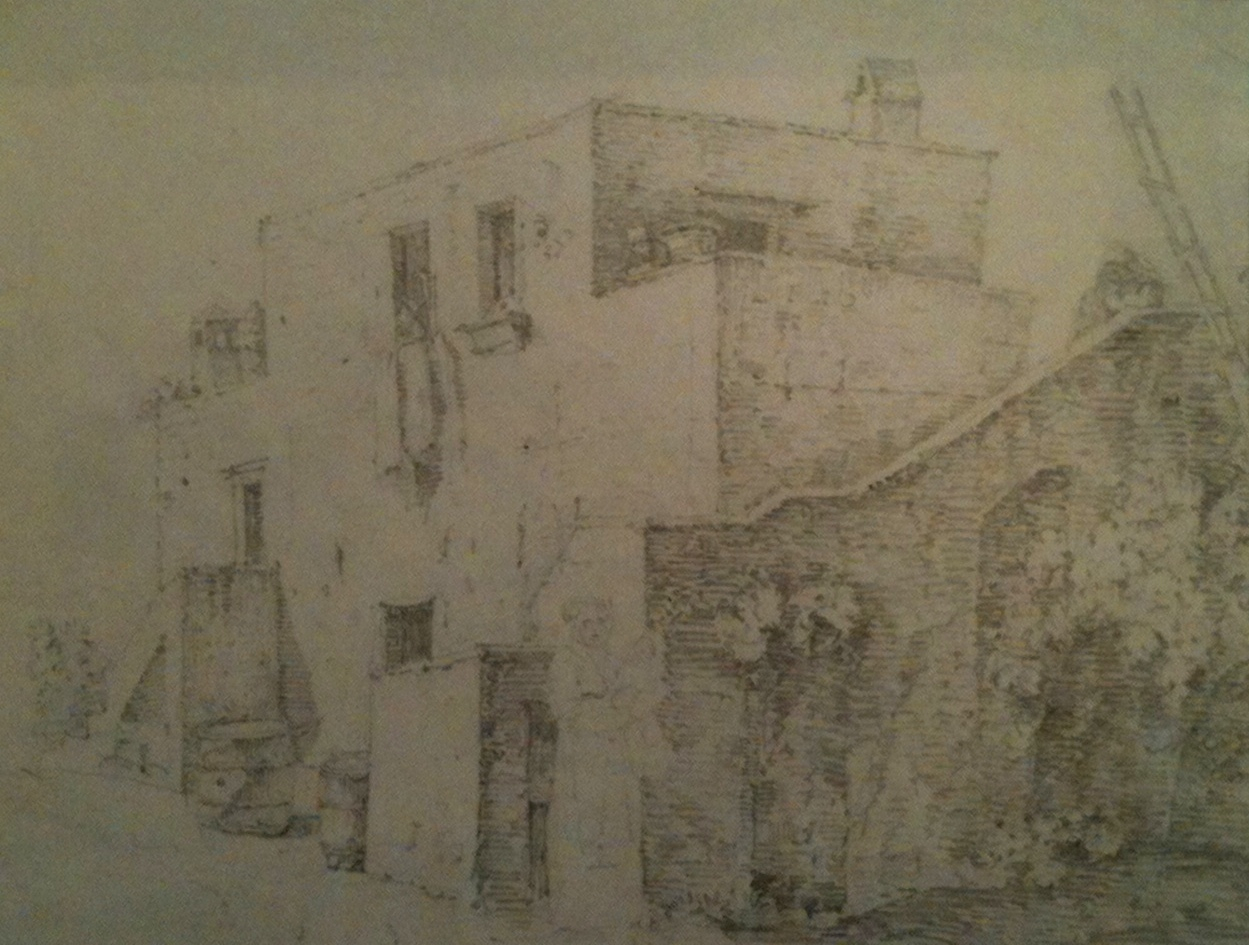
Teckning från Italien